# Paper segellat
El paper segellat és un tipus especial de paper que conté un impost de timbre, i que és exigit, en certs països, per a efectuar tràmits judicials o administratius.
En 1632, juntament amb l'estanc del tabac, les Corts de Castella van aprovar l'estanc del paper segellat, presentat com aplicació dels drets i regalies del monarca, a fi de millorar la fiabilitat de les escriptures públiques i contribuir a les despeses de la monarquia.
L'impost va quedar definit per la reial pragmàtica i cèdula de 15 de desembre de 1636, de manera que des del primer de gener de 1637 no tindrien cap valor els documents que no dugueren el segell, dels quals es mana fer quatre (el més car, de vuit reials, per a tot tipus escriptures, cèdules i altres documents administratius).
La seua importància i novetat per a la definició del que entenem per burocràcia i per a la història administrativa i financera són indiscutibles. Cinc anys després Jean-Baptiste Colbert va introduir al Regne de França un sistema similar.